# Vespa analis
Vespa analis Fabricius, 1775, o calabrone dal ventre giallo, è una specie di calabrone comune presente nel sud-est asiatico.

## Tassonomia
Questa specie non ha sottospecie riconosciute e almeno due specie descritte sono considerate sinonimi di essa.

## Descrizione
Questa specie varia nei colori e nei motivi. Nel Sud-est asiatico i calabroni sono solitamente neri con una macchia gialla sulla punta dell'addome (il sesto segmento). A Singapore sono di colore leggermente più chiaro, con testa e pronoto rossi o marroni. Gli esemplari provenienti da aree subtropicali, montuose o temperate hanno la testa gialla. Nelle aree in cui si trova anche il calabrone gigante asiatico, essi tendono ad assomigliarsi per colore e motivo.

## Distribuzione
Questa specie è una delle più diffuse. Si trova nelle zone temperate come Giappone, Russia e Corea, e anche in gran parte della Cina e di Taiwan, fino alle regioni tropicali come Singapore e Indonesia.

## Comportamento

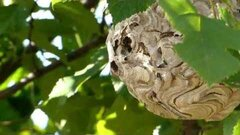
Un nido di V. analis.

Vespa analis è un tipico calabrone che vive sugli alberi. 
I suoi nidi sono generalmente costruiti tra gli 1,8 e i 3 metri di altezza, più bassi di quelli di Vespa affinis e Vespa velutina. L'involucro del nido è solitamente piuttosto scuro e robusto e ha un motivo grossolanamente embricato, con grandi, evidenti sezioni circolari sovrapposte. Nelle aree temperate, il nido diventa solo leggermente ovale e la dimensione della colonia generalmente non è molto grande. Tuttavia, i nidi ai tropici raggiungono dimensioni sostanziali. C'è anche la stessa variazione osservata nei nidi di Vespa affinis; i nidi nelle regioni tropicali sono rastremati dalla parte superiore e si allargano più in basso.
La loro dieta è relativamente simile ad altre specie di calabroni del Sud-est asiatico, catturando farfalle, api e libellule. Tuttavia, a differenza di alcune specie di calabroni nel Sud-est asiatico, non si nutrono di animali morti o cibo abbandonato dalle persone.
Questa specie è generalmente considerata una delle meno difensive. Tuttavia, in Giappone, è responsabile di un numero considerevole di attacchi, a causa della sua abbondanza e della sua propensione a costruire vicino alle abitazioni umane.

## Ciclo vitale
Questa specie sembra avere un ciclo di colonia piuttosto lungo, poiché sono state avvistate operaie che cercavano di cacciare all'inizio di gennaio, il che indica che alcuni nidi hanno ancora covata o nuove regine.